# Joy and Blues
Joy and Blues – album Ziggy Marley & The Melody Makers. Album ukazał się w 1993 r. i jest utrzymany w konwencji reggae.

## Lista utworów
1. Joy And Blues
2. Brothers And Sisters
3. There She Goes
4. Talk
5. Rebel In Disguise
6. X Marks The Spot
7. Head Top
8. African Herbsman
9. World So Corrupt
10. Garden
11. Mama
12. This One